# Myotis secundus
Espèce
Statut de conservation UICN

 LC  : Préoccupation mineure
Myotis secundus est une espèce de chauves-souris de la famille des Vespertilionidae.

## Systématique
L'espèce Myotis secundus a été décrite en 2015 par Manuel Ruedi, Gábor Csorba (d), Liang-Kong Lin (d) et Cheng-Han Chou (d).

## Répartition
Cette espèce est endémique de Taïwan et se rencontre en forêt.

## Publication originale
- (en) Manuel Ruedi, Gábor Csorba, Liang-Kong Lin et Cheng-Han Chou, « Molecular phylogeny and morphological revision of Myotis bats (Chiroptera: Vespertilionidae) from Taiwan and adjacent China », Zootaxa, Magnolia Press (d), vol. 3920, no 1,‎ 20 février 2015, p. 301-342 (ISSN 1175-5334 et 1175-5326, OCLC 49030618, PMID 25781252, DOI 10.11646/ZOOTAXA.3920.2.6, lire en ligne).